# سياه كلان
سیاه كلان هي قرية في مقاطعة كرج، إيران. يقدر عدد سكانها بـ 567 نسمة بحسب إحصاء 2016.